# Bauhinia vespertillo
Bauhinia vespertillo är en ärtväxtart som beskrevs av Spencer Le Marchant Moore. Bauhinia vespertillo ingår i släktet Bauhinia och familjen ärtväxter. Inga underarter finns listade i Catalogue of Life.